# Baljevac (Ráscia)
Baljevac (em cirílico: Баљевац) é uma vila da Sérvia localizada no município de Ráscia, pertencente ao distrito de Ráscia, na região de Ráscia. A sua população era de 1494 habitantes segundo o censo de 2011.

## Demografia
| 1948 | 1953 | 1961 | 1971 | 1981 | 1991 | 2002 | 2011 |
| ---- | ---- | ---- | ---- | ---- | ---- | ---- | ---- |
| 1111 | 1341 | 1568 | 1502 | 1707 | 1614 | 1636 | 1494 |